# Bernhard Scheublein
Bernhard Scheublein (* 22. Januar 1906 in München; † 1994 ebenda) war ein deutscher Eishockeyspieler. Später wurde er Vorstand der der Paulaner-Salvator-Thomasbräu AG.

## Karriere

### Sportliche Karriere
Scheublein spielte für hauptsächlich für den SC Riessersee  aus Garmisch-Partenkirchen, zeitweise aber auch für den MEV 1883 München und den Berliner Schlittschuhclub, mit dem er 1932 Deutscher Meister wurde.
International nahm er für die deutschen Eishockeynationalmannschaft an der Eishockey-Europameisterschaft 1932 teil. Auch für die Eishockey-Weltmeisterschaft 1933 war er nominiert.

### Sonstige Karriere
Scheublin war Kaufmann und promovierter Jurist. Von 1948 bis 1975 war er ein Vorstand der Paulaner-Salvator-Thomasbräu AG, des Vorgängers der heutigen Paulaner Brauerei, welche zeitweise Mehrheitsaktionär der Bayerischen Hypotheken- und Wechsel-Bank war. Scheulein hatte maßgeblichen Anteil am Wiederaufbau der Brauerei nach dem Krieg. Die heutige Form der Starkbierprobe am Nockherberg mit dem Derblecken von Politikern soll auf ihn zurückgehen.

## Auszeichnungen
Bernhard Scheublein wurde 1981 die Medaille München leuchtet verliehen.